# Brigitta Boccoli
 (Roma, 5 maggio 1972) è un'attrice e showgirl italiana.

## Biografia
Sorella di Benedicta Boccoli, è moglie di Stefano Nones Orfei, figlio di Moira, domatore di leoni e artista circense, dal quale ha avuto due figli: Manfredi nel 2008 e Brando nel 2019. La coppia si è conosciuta durante il programma televisivo Reality Circus.
Nel 2025, in coppia con sua sorella Benedicta, ha partecipato come concorrente al reality The Couple - Una vittoria per due, in onda su Canale 5 con la conduzione di Ilary Blasi.

## Filmografia

### Cinema
- Manhattan Baby, regia di Lucio Fulci (1982)
- La ragazza dei lillà, regia di Flavio Mogherini (1985)
- Com'è dura l'avventura, regia di Flavio Mogherini (1987)
- Nostalgia di un piccolo grande amore, regia di Antonio Bonifacio (1991)
- Gli angeli di Borsellino, regia di Rocco Cesareo (2003)
- Olé, regia di Carlo Vanzina (2006)

### Televisione
- Ricominciare – serie TV (2000-2001)
- Una donna per amico – serie TV, 13 episodi (2001)
- Cuori rubati – serie TV, 50 episodi (2002)
- Don Matteo – serie TV, episodio 4x23 (2004)

## Teatro
- Scanzonatissimo, regia di Dino Verde (1993-1994)
- Il gufo e la gattina, regia di Furio Angiolella (1998)
- L'ultimo Tarzan, regia di Sergio Japino (1999)
- Il padre della sposa, regia di Sergio Japino (1999-2001)
- Anfitrione, di Tito Maccio Plauto, regia di Michele Mirabella (2001)
- La schiava (tratto da Càsina di Tito Maccio Plauto), regia di Claudio Insegno (2002)
- Uscirò dalla tua vita in taxi, regia di Ennio Coltorti (2002-2003)
- Il Paradiso può attendere, regia di Anna Lenzi (2003)
- La mia miglior nemica, regia di Cinzia Berni (2010)

## Programmi televisivi
- Domenica in (Rai 1, 1987-1991)
- Avanspettacolo (Rai 3, 1992)
- Vamos a bailar (Rai 1, 1993)
- Reality Circus (Canale 5, 2006) - concorrente
- The Couple - Una vittoria per due (Canale 5, 2025) - concorrente

## Discografia

### Singoli
- 1989 – Stella (con Benedicta Boccoli), scritta da Jovanotti e partecipante al Festival di Sanremo 1989

## Doppiatrici
- Ilaria Stagni in La ragazza dei lillà, Com'è dura l'avventura